# غربی (افغانستان)
غربی (به لاتین: Gharbi) یک منطقهٔ مسکونی در افغانستان است که در ولایت اروزگان واقع شده‌است.